# Veruca Salt
Veruca Salt est un groupe de rock alternatif américain, originaire de Chicago, dans l'Illinois. Il est formé en 1993 et principalement connu par le succès de son premier single, Seether, en 1994. Le groupe tire son nom d'un personnage du roman de Roald Dahl, Charlie et la chocolaterie.

## Biographie

### Création et débuts (1992–1998)
Nommé d'après Veruca Salt, un personnage issu du livre de Charlie et la chocolaterie de Roald Dahl et son adaptation au cinéma Willy Wonka & the Chocolate Factory réalisé par Mel Stuart, Veruca Salt est formé à Chicago par Louise Post (guitare/chant) et Nina Gordon (guitare/chant). Post et Gordon sont présentées par une amie en commun, Lili Taylor, et commencent à jouer ensemble. Elles écrivent pendant un an et demi avant d'être rejoints par le frère de Gordon, Jim Shapiro, à la batterie et Steve Lack à la basse.
Le groupe joue plusieurs concerts, puis Jim Powers de Minty Fresh Records leur demande de signer sur son label. Le groupe publie le single Seether/All Hail Me chez Minty Fresh Records, en 1994. Le single est un succès et Veruca Salt accompagne Hole en tournée, avant de sortir un premier album, American Thighs. L'album, qui comprend Seether et All Hail Me, est finalement certifié disque d'or. En 2014, le magazine Paste liste Seether 10e et All Hail Me 39e de sa liste des cinquante meilleures chansons grunge de tous les temps. Après la signature chez Geffen Records, le groupe gagne rapidement en popularité avec Seether qui passe en boucle sur MTV. Un EP enregistré par Steve Albini, Blow It Out Your Ass It's Veruca Salt, est publié en 1996.
Leur deuxième album, Eight Arms to Hold You, est produit par Bob Rock et publié en 1997. Le single Volcano Girls devient le thème du film Jawbreaker. Veruca Salt joue un autre single, Shutterbug, au Saturday Night Live. Shapiro quitte le groupe, et peu après la sortie de Eight Arms, est remplacé par Stacy Jones de Letters to Cleo et American Hi-Fi. Jones tourne avec le groupe à sa tournée Eight Arms.
En 1996, Veruca Salt remplace Pavement sur leur clip Painted Soldiers.
En 1997, ils ouvrent pour Bush pendant leur tournée nord-américaine.

### Départ de Gordon, retour etResolver(1998–2005)
En 1998, Gordon quitte le groupe pour poursuivre une carrière en solo ; son premier album, Tonight and the Rest of My Life, est publié en 2000. La dispute entre Gordon et Post est décrite comme l'« un des plus grands soap operas depuis Fleetwood Mac ou Hüsker Dü. »
Post, seule membre restante, contribue au morceau Somebody sur l'album-hommage à Depeche Mode, For the Masses, avant de recruter une nouvelle formation. Le guitariste Stephen Fitzpatrick se joint à eux et devient le principal auteur partenaire de Post pendant la décennie qui suit. Jimmy Madla et Suzanne Sokol se joignent à la formation, respectivement à la batterie et à la basse. N'ayant plus assez de soutien financier de leur label après la fusion Universal/PolyGram, Post quitte Geffen Records, forme son propre label Velveteen Records, et signe un contrat de distribution avec Beyond Records. Le groupe renouvelé publie l'album Resolver, qui comprend le single et clip de Born Entertainer, en mai 2000.
Sokol quitte le groupe à la fin 2000, et est remplacée par l'amie de Post, Gina Crosley. Le groupe continue de tourner en été 2001 au Royaume-Uni. Post et Crosley essayeront aussi de former un supergroupe avec Courtney Love de Hole et d'autres projets à explorer. Cela permet au duo de se consacrer à de nouveaux morceaux pour Veruca Salt qui publie finalement l'EP Officially Dead distribué pendant leur tournée australienne en 2003.

### VSIV et pause (2005–2012)

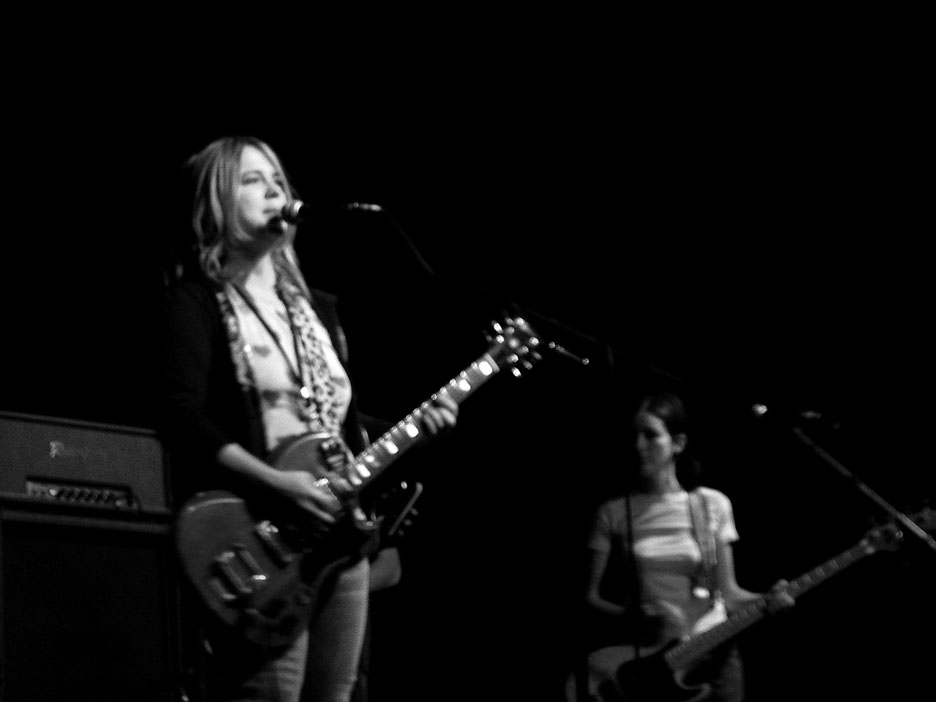
Veruca Salt ; Louise Post à gauche, et Nicole Fiorentino à droite, en 2006.

En 2005, Madla quitte le groupe pour se consacrer au business de la restauration, et Crosley est renvoyée. Ils sont remplacés en studio par Solomon Snyder et Michael Mile, respectivement. Veruca Salt commence 2005 en tournant en Australie. Cette session résulte à Lords of Sounds and Lesser Things (LOSALT). Le groupe joue avec Post, Fitzpatrick, Kelli Scott à la batterie, et Nicole Fiorentino à la basse. LOSALT est publié indépendamment par le groupe et comprend six morceaux. Le titre de l'album s'inspire de Their Eyes Were Watching God de Zora Neale Hurston. La formation enregistre l'album, IV, et le publie en septembre 2006 (comme Resolver avant, cet album est publié à un mois d'intervalle avec l'album solo de Nina Gordon). Un single, So Weird, est diffusé à la radio à la fin octobre 2006. En 2007, le groupe enregistre une reprise de Burned de Neil Young.

### Retour etGhost Notes(depuis 2013)
Le 15 mars 2013, le groupe annonce le retour de la formation originale (Nina Gordon, Louise Post, Jim Shapiro, et Steve Lack) avec un message sur Facebook. Le 29 septembre 2013, annonce de nouvelles chansons pour le Record Store Day 2014. Le groupe sort l'EP MMXIV qui comprend deux nouveaux morceaux ; It's Holy et The Museum of Broken Relationships. Puis le groupe tourne aux États-Unis et en Australie.
Le 19 mai 2015, le groupe annonce la sortie de son nouvel album, Ghost Notes. L'album, publié le 10 juillet 2015, est le premier à faire participer la formation originale du groupe depuis Eight Arms to Hold You en 1997. Louise Post et Nina Gordon participent à un podcast de Ken Reid le 7 août 2015. Plus tard, le groupe annonce un retour en Australie pour mars 2018.

## Membres

### Membres actuels
- Louise Post – guitare, chant (1993–2012, depuis 2013)
- Nina Gordon – guitare, chant (1993–1998, depuis 2013)
- Jim Shapiro – batterie (1993–1997, depuis 2013)
- Steve Lack – basse (1993–1998, depuis 2013)

### Anciens membres
- Stacy Jones – batterie (1997–1998)
- Suzanne Sokol – basse, chœurs (1999–2000)
- Gina Crosley – basse, chœurs (2000–2001)
- Jimmy Madla – batterie (1999–2005)
- Nicole Fiorentino – basse, chœurs (2006–2008)
- Stephen Fitzpatrick – guitare (1999–2012)
- Kellii Scott – batterie (2005–2012)

### Membres de tournée/studio
- Mareea Paterson – basse (studio) (2003, 2005)
- Eva Gardner – basse (tournée) (2005)
- Solomon Snyder – basse (studio) (2004)
- Michael Miley – batterie (2004–2005)
- Toby Lang – batterie (tournée) (2005)

## Discographie

### Singles
- 1994 : Seether (issu de American Thighs)
- 1994 : All Hail Me (issu de American Thighs)
- 1994 : Number One Blind (issu de American Thighs)
- 1995 : Victrola (issu de American Thighs)
- 1997 : Volcano Girls (issu de Eight Arms to Hold You)
- 1997 : Shutterbug (issu de Eight Arms to Hold You)
- 1997 : Benjamin (issu de Eight Arms to Hold You)
- 1997 : The Morning Sad (promo) (issu de Eight Arms to Hold You)
- 1997 : Straight (promo) (issu de Eight Arms to Hold You)
- 2000 : Born Entertainer (Resolver)
- 2000 : Only You Know (promo) (Resolver)
- 2003 : Born Entertainer (sortie australienne)
- 2003 : Officially Dead (EP, sortie australienne)
- 2003 : Yeah Man (sortie australienne)
- 2006 : So Weird
- 2014 : The Museum of Broken Relationships / It's Holy
- 2015 : Laughing in the Sugar Bowl